# Жан-П'єр Гару-Лемпіру
Жан П'єр Гару-Лемпіру (фр. Jean-Pierre Garuet-Lempirou; нар. 15 червня 1953, Версаль, Франція) - колишній французький регбіст; позиція - стовп.

## Спортивна кар'єра
З 1974 по 1991, П'єр Гару грав за клуб Лурд на позиції стовпа.
Гару здобув свій перший пункт в грі збірної Франції проти збірної Австралії, який пройшов 13 листопада 1983 року у Клермон-Ферран. З тамтих пір, молодого Жана П'єра почали розпізнавати в світі регбі як одного з найкращих елітних стовпів у світі. 
Він є першим французьким гравцем, якого було виключено з гри в офіційних матчах: в той час як збірна Франція мала змагатись зі збірною Ірландії на Парк де Пренс під час турніру п'яти націй 1984, він був вигнаний валлійським арбітром Клайвом Норлінгом.
На бенкеті після матчу президент Французької Федерації Регбі, Елберт Феррасс публічно обізвав Гару «дурнем».
У 1987 році, Гару заграв в Кубку світу 1987, де Франція поступилась в фіналі збірній з Нової Зеландії.
10 травня 1986 року, Жан П'єр був обраний Французькими Варварами розіграти матч проти збірної Шотландії в Ажен. Варвари виграли з рахунком 32:19. 22 травня 1988, він знову зіграв з Барбаріанс проти збірної Ірландії в Ла Рошель. Ця гра була ювілейною для Жана П'єра Еліссальд. Варвари виграли 41:26.

## Дальша кар'єра
Жан П'єр Гару був головою Відомчого Комітету Верхніх Піренеїв у 1991 році та головою Регіонального Комітету в 1995 році, а також тренером збірної Франції на початку 1990-х років.
До 2014 року, Гару служив заступником мера в Лурді (Верхні Піренеї).

## Спортивні досягнення
Чемпіонат Франції:
- Фіналіст: 1984

Антуан Бегер Шаленж:
- Переможець: 1976

Трофей Бігорр:
- Переможець: 1974

Великий Шолом:
- Переможець: 1987

Турнір п'яти націй:
- Переможець: 1986 (разом з Шотландію), 1988 (разом з Уельсом)

Кубок світу з регбі:
- Фіналіст: 1987